# Without Your Love
«Without Your Love» — це балада каліфорнійського гурту «Toto». Автором композиції став Девід Пейч. Вокальні партії виконав Стів Лукатер.
«Without Your Love» була видана другим синглом з альбому Fahrenheit. Композиція посіла #36 сходинку Billboard Hot 100 і стала останнім синглом з того альбому, який потрапив у американські чарти.

## Композиції
Сторона А
1. Without Your Love	(4:34)

Сторона Б
1. Can't Stand It Any Longer	(4:40)